# Johann Moritz Richter
Johann Moritz Richter (1620–1667) est un architecte et graveur allemand.

## Biographie

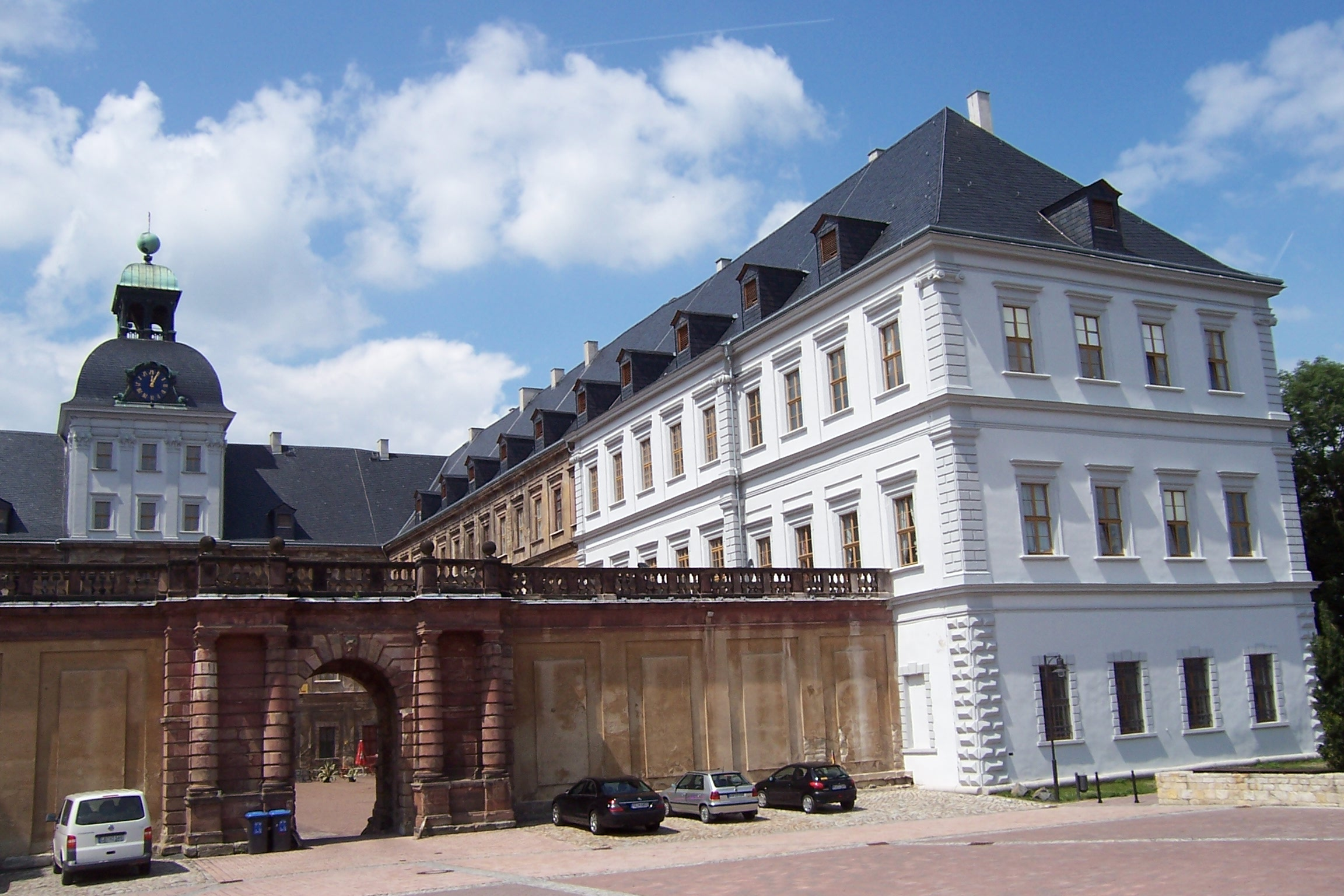
Château de Neu-Augustusburg, vu de l'est

Richter est né à Weimar. Architecte de la cour, il conçoit le plus ancien pont existant à Weimar, le Sternbrücke, construit de 1651 à 1654 et traversant la rivière Ilm. Il fait partie du Parc an der Ilm. Il conçoit le Château de Weimar qui est détruit par un incendie en 1774.
Richter participe à la construction du château Moritzbourg à Zeitz et Schloss Neu-Augustusburg (de) à Weißenfels. Son fils continue ses travaux sur ces bâtiments après sa mort. Il est enterré au Jacobsfriedhof.